# Prizonier

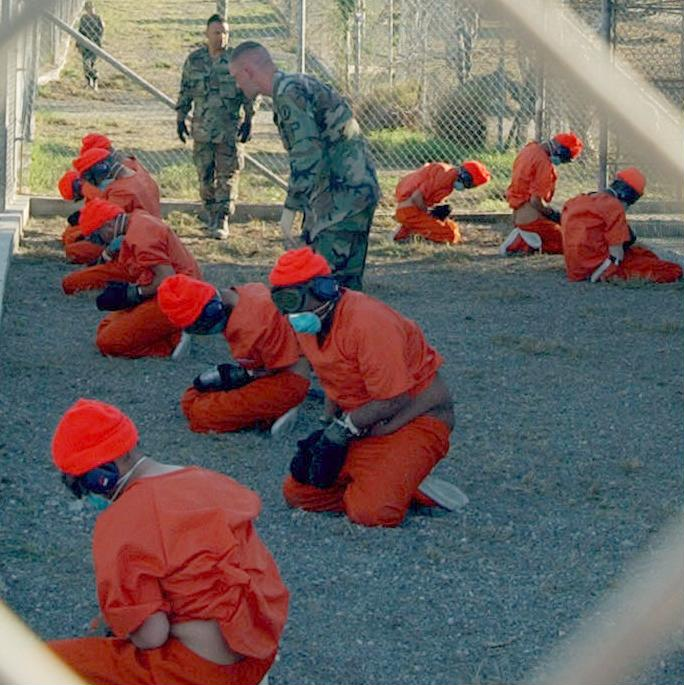
Prizonieri

Prizonier, captiv, combatant al unei părți beligerante capturat de inamic, poate fi un militar luat în captivitate în timpul unui război și reținut de dușman pentru a nu mai participa la ostilități. Persoană căzută în mâinile unui dușman și rămasă în puterea acestuia. Deținut, persoană arestată, întemnițată, lipsită de libertate.
Privare de libertate, arestarea a unei persoane este o acțiune care este pedepsită de lege, dacă aceasta nu a avut loc ca urmare a unei sentințe judecătorești. La fel este considerată infracțiune, răpirea unei persoane.